# Helena Paparizou
Helena Paparizou oziroma Elena Paparizou (grško: Έλενα Παπαρίζου) je grško-švedska pevka; * 31. januar 1982, Göteborg, Švedska.

## Življenjepis
Helena Paparizou se je rodila in odraščala na Švedskem. Že v otroštvu je pela, plesala in igrala. Pri sedemnajstih je s takratnim prijateljem Nikosom Panagiotidisom ustanovila skupino Antique. Kmalu po ustanovitvi skupine je podpisala pogodbo z založbo Bonnier.
Skupina Antique je z debutantskim singlom Opa Opa doživela na Švedskem velik uspeh; skladba se je uvrstila na prvo mesto lestvic. Po tem uspehu je izšel še prvi album. Na Pesmi Evrovizije 2001 je skupina s pesmijo (I Would) Die for You zastopala Grčijo in zasedla 3. mesto. Sledili so nadaljnji platinasti albumi, evropska turneja in sodelovanje s številnimi znanimi grškimi in drugimi izvajalci.
Kljub uspehom s skupino Antique se je Helena leta 2003 odločila za samostojno kariero. Decembra istega leta je izdala prvi solo singel Anapantites Klisis. Pesem je postala velika uspešnica. Njen prvi samostojni album Protereotita je izšel spomladi 2004. 
21. maja 2005 je Helena zmagala na izboru za Pesem Evrovizije v Kijevu. Zmagovalna skladba My Number One je bila kasneje izbrana za eno od petih najboljših pesmi izbora.Leta 2014 se je udeležila švedskega izbora za pesem Evrovizije Melodifestivalen
Njen drugi grški dvojni album Yparxei Logos (Υπάρχει Λόγος) je dosegel dvakratno platinasto nagrado, angleška izdajaThe Game of Love pa platinasto. Pesem Heroes je uradna pesem Evropskega atletskega prvenstva 2006. Januarja 2007 je dobila nagrado za preboj na evropsko glasbeno sceno(European Border Breaker Award) .
22. maja 2007 je v grčiji izšel Yparxei Logos (Platinum Edition). Že izdanemu albumu(marec 2006) so dodali pesmi iz singla Fos (Mazi Sou, Fos, Mi Fevgeis, An Esy M'agapas, Le Temps Des Fleurs), Remix pesmi Pu Pige Tosi Agapi in Pesem I Agapi Sou Den Menei Pia Edo, ki je bila izdana na singlu Mambo, a je zaradi velike populanosti med oboževalci, dobila mesto na albumu.
26. Septemra 2007 je MAD TV začel vrteti Elenin single To fili tis zois, ki je uradni soundtrack istoimenskega filma.
Junija 2008 je izšel njen tretji grški album Vrisko to logo na zo, na katerem je 12 novih pesmi. Singli Porta gia ton ourano, I kardia sou petra in Pyrotehnimata so vsi dosegli top 3 na grških lestvicah. 
Po krajšem premoru je marca 2010 izdala četrti grški studijski album Gyro Apo T'Oneiro, ki je bil nagrajen s platinasto ploščo. Na albumu je poleg 12 novih skladb tudi pesem Tha 'Mai Allios. Skupaj z grško pop/rock skupino Onirama je poleti nastopala po večjih grških mestih.

## Diskografija
Albumi
- Giro Apo T'Oneiro (2010)
- Vrisko to logo na zo (2008)
- The Game Of Love (2006)
- Yparxei logos (2006)
- My number one (2005)
- Proteraiotita (2004)

CD Singli
- Fos (2007)
- Gigolo (2006)
- Heroes (2006)
- Mambo! (2005)
- A brighter day (2005)
- The light in our soul (2005)
- My number one Maxi Single (2005)
- Anapantites Kliseis/Treli kardia/Mprosta ston kathrefti (2003)

Video
- Gyrna Me Sto Hthes (2010)
- Psahno Tin Aleitheia (2010)
- An Isouna Agapi (2010)
- Tha 'mai Allios (2009)
- Pyrotehnimata (2008)
- I Kardia Sou Petra (2008)
- Porta Gia Ton Ourano (2008)
- Zilia Monaksia (2007)
- To Fili Tis Zois (2007)
- Mi Fevgeis (2007)
- Mazi Sou (2007)
- An Eihes Erthei Pio Noris (2007)
- Fos (2006)
- My Number One [Josh Harris Mix] (2006)
- Gigolo (2006)
- Just Walk Away [Live] (2006)
- Yparxei Logos (2006)
- Mambo! [Greeklish] (2005)
- To Fos Stin Psihi/The Light in Our Soul (2005)
- My Number One (2005)
- Stin Kardia Mou Mono Thlipsi (2004)
- Katse Kala (2004)
- Antitheseis (2004)
- Treli Kardia (2004)
- Anapantites Kliseis (2003)